# Megatoma belfragei
Megatoma belfragei is een keversoort uit de familie spektorren (Dermestidae). De wetenschappelijke naam van de soort werd in 1874 gepubliceerd door John Lawrence LeConte.